# هپات
هپات (الگو:Lang-xhu، dḫe-pát؛ نیز Ḫebat؛ اوگاریتی 𐎃𐎁𐎚، ḫbt) الهه‌ای در ارتباط با حلب بود که در اصل در شمال سوریه امروزی در هزاره سوم پیشا دوران مشترک پرستش می‌شد.

## نام و شخصیت
تئونیم هپات در خط میخی به صورت dḫé-pát یا dḫé-pá-at نوشته می‌شد، در حالی که در الفبای اوگاریتی به صورت ḫbt بود. لاتین‌نویسیهایی با صامت میانی که هم به p و هم به b ترجمه شده در ادبیات امروزی وجود دارد که اولی تلاشی است برای نمایش صامت‌های بی‌صدا که در زبان هوری وجود دارند. بریوِ زیر صامت اول گاهی حذف می‌شود.

## ارتباط با سایر خداییان

### هپات و خدایان آب‌وهوا
در سنت هوری هپات همسر تشوب بود.

## پرستش

### ابلا و منطق حاشیه آن
پرستش هپات ریشه در شمال سوریه امروزی داشت.
نام تئوفوری واحدی که هپات را فرا می‌خواند از ابلا در هزاره دوم پیش از دوران مشترک به دست آمده است.

### یمحاض و ماری
گمان می رود که هپات تا دوره بابلی باستان در حلب پرستش می‌شد.

### ایمار
عبادت هپات در متن‌های ایمار نیز مستند است.